# ヴィルヘルム・フォン・ディーツ
アルブレヒト・クリストフ・ヴィルヘルム・フォン・ディーツ（Albrecht Christoph Wilhelm von Diez、1839年1月17日 - 1907年2月25日）はドイツの画家。

## 略歴
バイロイトに生まれた。商業学校、実業学校を卒業した後、1855年にミュンヘン美術学校に入学し、ピロティ（Karl Theodor von Piloty）のもとで学び始めるが、4週間ほどで、美術学校をやめ、独学で、絵やデザインの修行をすることになった。
雑誌、"Fliegende Blätter"や"Münchener Bilderbogen"の挿絵で知られるようになった。1871年に詩人、フリードリヒ・フォン・シラーの三十年戦争に関する物語("Geschichte des dreißigjährigen Krieges")の挿絵を描いた。その後、風俗画、動物画、風景画も描くようになった。
1871年からミュンヘン美術学校の校長、ヴィルヘルム・フォン・カウルバッハのもとで、美術学校で教えはじめ、教授となった。多くの画家たちを教えるとともに、色彩表現を重視する新しい流れ（Kolorismus）を作った。ディーツの教えをうけた学生には、フランツ・マルク、マックス・スレーフォークト、ヴィルヘルム・トリュブナー、ルートヴィヒ・フォン・レフツ、レフラー、ヘンフリンク、ジェニス、ディートリヒ、エージェンズ、フリッツ・マッケンゼン、グスタフ・ヴェルトハイマーらがいる。
1883年の国際展覧会で、「羊飼いの祈り」（"Anbetung der Hirten"）で金賞を受賞した。